# Amphonyx lucifer
Amphonyx lucifer este o specie de molie din familia Sphingidae. Este întâlnită în zonele joase tropicale și subtropicale din Mexic, Belize, Guatemala, Nicaragua și Costa Rica, prin sud până în Venezuela, Brazilia, Bolivia, Argentina și Ecuador.

## Descriere
Anvergura este de 140–160 mm. Adulții zboară tot anul. Larvele au ca principală sursă de hrană specii de Annona purpurea și Desmopsis schippii.

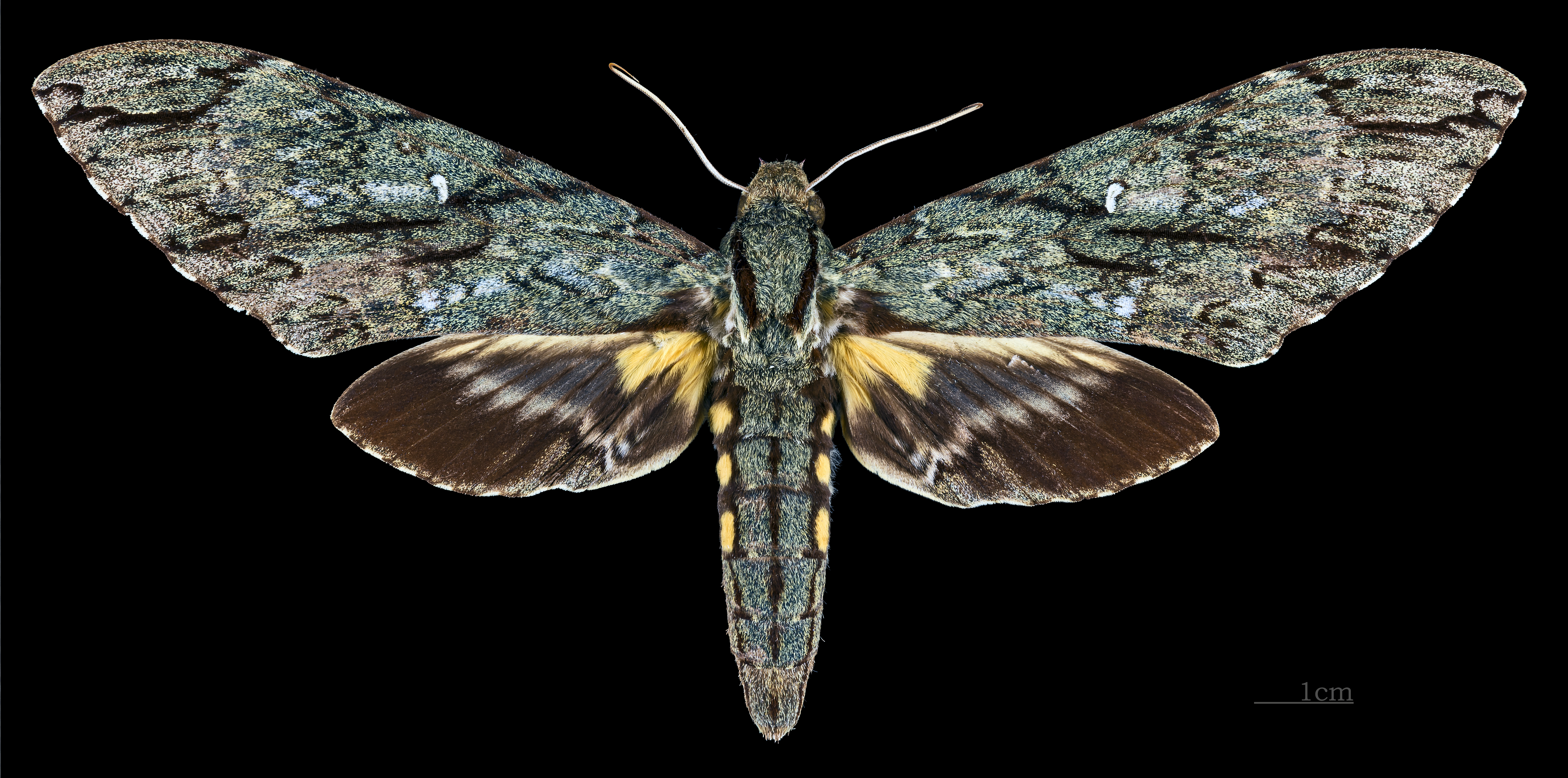
Amphonyx lucifer ♀
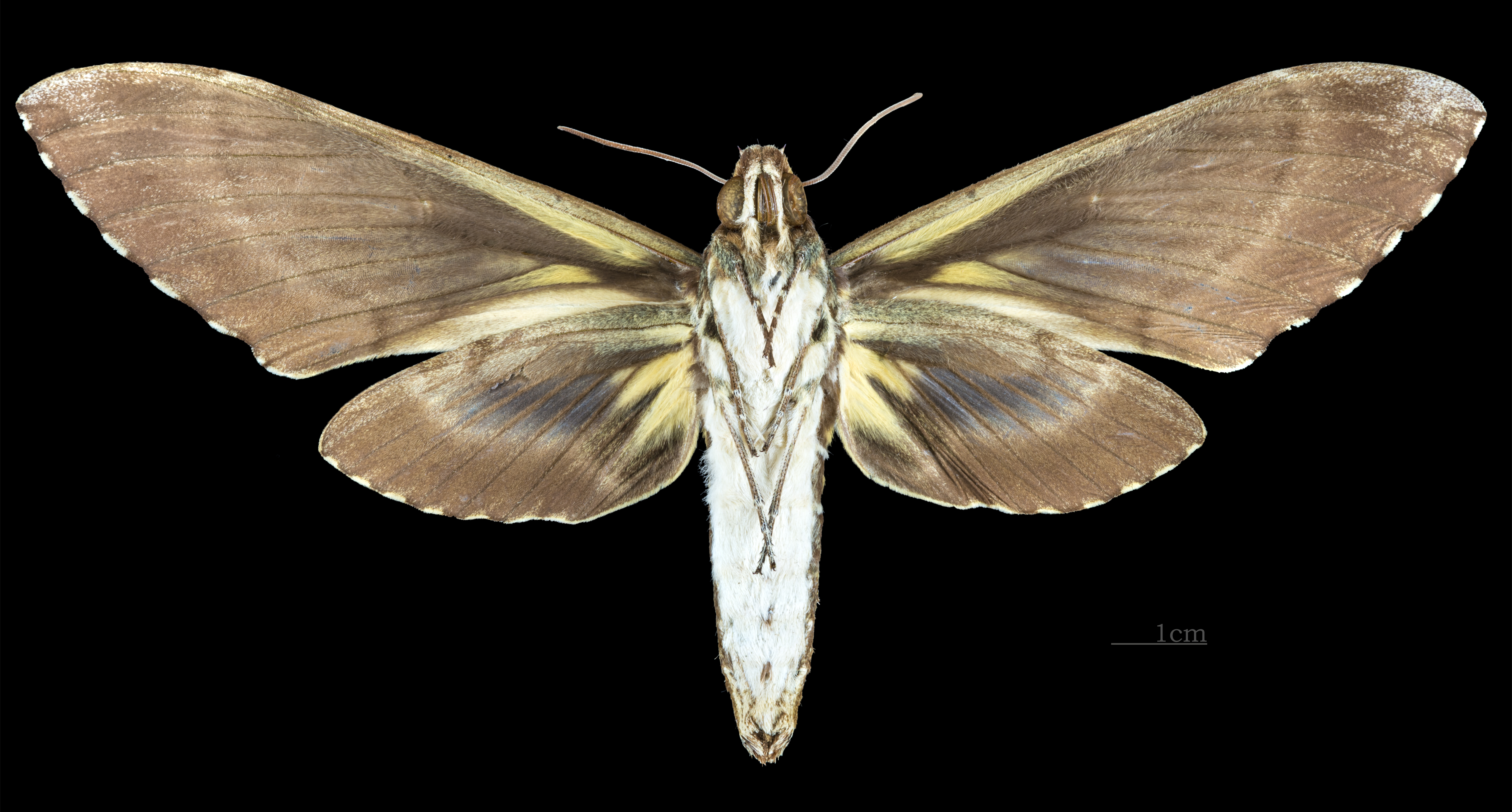
Amphonyx lucifer ♀ △